# Medetera subtristis
Medetera subtristis är en tvåvingeart som beskrevs av Negrobov 1970. Medetera subtristis ingår i släktet Medetera och familjen styltflugor. Inga underarter finns listade i Catalogue of Life.